# Konaközü
Konaközü ist ein Dorf im Landkreis Yıldızeli der türkischen Provinz Sivas. Konaközü liegt etwa 63 km westlich der Provinzhauptstadt Sivas und 28 km südwestlich von Yıldızeli. Konaközü hatte laut der letzten Volkszählung 24 Einwohner (Stand Ende Dezember 2010). Die Bevölkerung besteht hauptsächlich aus Osseten.